# Papeles de Palestina
Los papeles de Palestina son una colección de documentos confidenciales sobre el proceso de paz israelí-palestino filtrados a Al Jazeera, que los publicó entre el 23 y el 26 de enero de 2011. Se han publicado casi 1.700 documentos de la oficina del principal negociador de la OLP, Saeb Erekat, y su equipo, que datan de 1999 a 2010.
Tanto Al Jazeera como The Guardian afirmaron que habían autentificado los documentos, y un asesor de medios del primer ministro israelí Ehud Olmert también afirmó su autenticidad. Los líderes de la Autoridad Palestina se han quejado de la forma en que Al Jazeera presentó los documentos.

## Antecedentes
Los Documentos de Palestina incluyen documentos sobre las negociaciones entre la Organización para la Liberación de Palestina (OLP) y el gobierno de Israel que tuvieron lugar de forma intermitente entre 1999 y 2010. Las negociaciones de 1993 que condujeron a los Acuerdos de Oslo fueron las primeras negociaciones directas entre las partes. El "proceso de paz" posterior se centró en la formación de la Autoridad Palestina (AP) y el territorio que gobernaría. Sin embargo, la AP representa sólo a la población local de los Territorios Palestinos, no a los palestinos de la diáspora.